# 西光院 (石岡市)
西光院（さいこういん）は、茨城県石岡市吉生（よしう）の峰寺山中腹にある天台宗の寺院。本尊は馬頭観音。

## 歴史
伝承によれば、平安時代初期の大同2年（807年）に、京都の僧、徳一大師が開山したとされている。
当初は法相宗だったが、鎌倉時代には真言宗となり、その後、天台宗となった。

## 文化財
- 本堂 - 急斜面の岩に多くの柱を立てる、「懸造」（かけづくり）または「舞台造り」と呼ばれる様式で建てられている。現在の建物は、安永6年（1777年）の火災後の寛政3年（1791年）に再建されたもの。京都の清水寺本堂に似ることから、「関東の清水寺」とも呼ばれている。茨城県の有形文化財に指定されている。本尊は自然石の馬頭観音。
- 立木観音菩薩像 - 像高5mを超える一木造の巨像。直立して立つ体部にはほとんど抑揚がなく、立木をそのまま刻んだように見える。足下には台座の代わりに自然木の根を用いている。もとは山麓の吉生村の立木山長谷寺に安置されていた。「立木観音」の名で茨城県指定文化財に指定されているが、正しくは「十一面観音像」と称すべきものである。
- 梵鐘 - 石岡市指定文化財